# Talara violescens
Talara violescens là một loài bướm đêm thuộc phân họ Arctiinae, họ Erebidae.